# Julius Stwertka
Julius Stwertka (7. März 1872 in Wien, Österreich-Ungarn – 17. Dezember 1942 im Ghetto Theresienstadt) war ein österreichischer Violinist und Musikpädagoge. Er war langjähriger Konzertmeister im Orchester der k. u. k. Hofoper und Mitglied der Wiener Philharmoniker. Er und seine Familie wurden im Zuge des Holocaust vom NS-Regime ermordet.

## Leben und Werk
Er war der Sohn des in Mähren geborenen Musikers Alois Lazar Stwertka (1841–1911) und seiner Frau Antonie geb. Figdor (1846–1917), einer Wienerin. Julius hatte zumindest vier Brüder und eine Schwester, alle nach ihm geboren: Max (geboren 1873), Friedrich (1875), Berthold (1877) und Joseph (1878 oder 1879) sowie Caroline Lina (1882).
Er besuchte die Bürgerschule und studierte ab 1886 Violine bei Sigmund Bachrich, dann bei Jakob Moritz Grün am Konservatoriums für Musik, wo er 1891 mit Auszeichnung abschloss. Danach nahm er Privatunterricht bei Joseph Joachim in Berlin und konzertierte in London. Sein jüngster Bruder, Joseph Stwertka, schlug wie er eine Musikerlaufbahn ein, lernte bei Ferdinand Hellmesberger und wurde Cellist. Von 1892 bis 1895 diente Stwertka als stellvertretender Militärkapellmeister beim k.u.k. Niederösterreichischen Infanterieregiment „Hoch- und Deutschmeister“ Nr. 4. Ab etwa 1898 wirkte er als Erster Konzertmeister am Hamburger Stadttheater.
1899 heiratete er die Sängerin Rosa Kohlberg, die am 15. August 1875 in Dunaföldvár geboren wurde. Das Ehepaar hatte zwei Kinder: Franz Stwertka, geboren am 30. Oktober 1903 in Wien, und Margarete, geboren am 23. Juni 1906 ebenda.
1902 holte ihn der damalige Hofoperndirektor Gustav Mahler nach Wien, wo er neben Arnold Rosé als Konzertmeister an der k. u. k. Hofoper wirkte. Er wurde auch Mitglied der Wiener Philharmoniker. Von 1934 bis 1938 übernahm er den Viola-Part im berühmten Rosé-Quartett. Parallel zu seiner Verpflichtung an der Wiener Oper war er auch als Musikpädagoge tätig: 1903 wurde er Ausbildungslehrer für Violine am Konservatoriums für Musik, 1908 Professor und 1924 Regierungsrat. Er war der Lehrer einer großen Zahl von Geigern, darunter Daniel Falk, Karl Hawranek, Karl Rosner, Franz Samohyl und Otto Strasser. Einige seiner Schüler wurden wiederum Philharmoniker und Musikpädagogen.
1933 wurde er am Konservatorium pensioniert, 1936 auch an der Staatsoper. Nach der Annexion Österreichs an Hitler-Deutschland soll zweimal seine Internierung durch Interventionen verhindert worden sein. Jedoch wurde er im August 1942 zusammen mit Ehefrau und beiden Kindern ins Ghetto Theresienstadt deportiert. Dort musizierte er mit dem von Egon Ledeč gegründeten Quartett, das im Rahmen der sogenannten Freizeitgestaltung im Herbst 1942 bei verschiedenen Anlässen spielte. Er starb am 17. Dezember 1942 in Theresienstadt.
Frau und Kinder wurden im Mai 1944 ins KZ Auschwitz-Birkenau deportiert und dort vom NS-Regime ermordet. Keines seiner Geschwister überlebte die Shoah: Friedrich starb bereits 1932 in Wien, Berthold beging im Jahr 1941 Suizid, Max wurde vom NS-Regime in Izbica ermordet, Joseph im KZ Dachau und Caroline Lina im Vernichtungslager Maly Trostinez.

## Auszeichnung
- 1933: Goldenes Ehrenzeichen für Verdienste um die Republik Österreich

## Gedenken

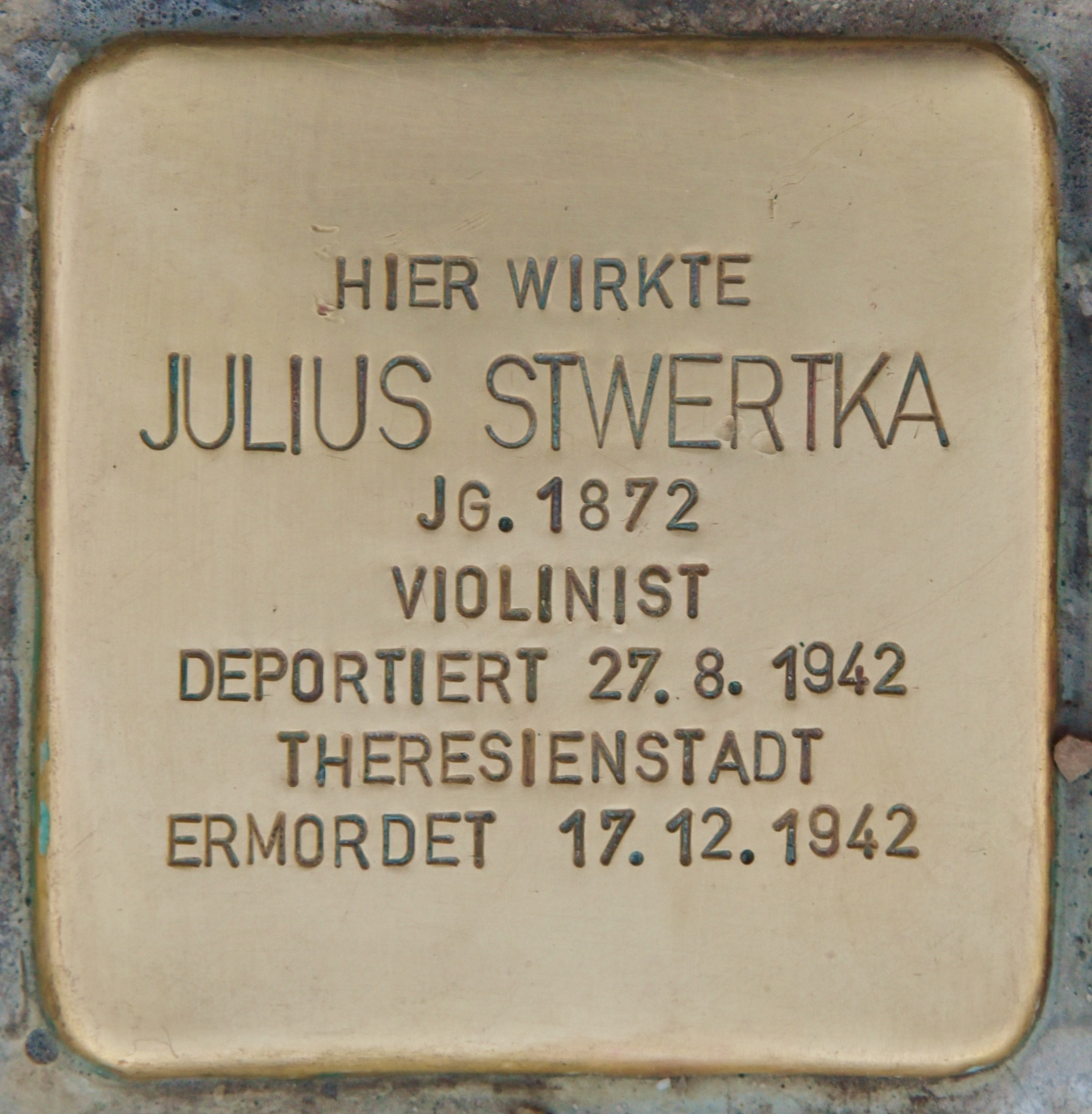
Stolperstein in Salzburg

Am 17. August 2020 wurde durch den Künstler Gunter Demnig vor dem Haus für Mozart in Salzburg ein Stolperstein für Julius Stwertka verlegt.